# Bikkia gaudichaudiana
Bikkia gaudichaudiana är en måreväxtart som beskrevs av Adolphe-Théodore Brongniart. Bikkia gaudichaudiana ingår i släktet Bikkia och familjen måreväxter. Inga underarter finns listade i Catalogue of Life.